# Edward James Olmos
Edward James Olmos (Los Angeles, 24 februari 1947) is een Amerikaans acteur. Hij is vooral bekend van rollen als Martin Castillo in Miami Vice en William Adama in Battlestar Galactica. In zijn carrière won hij een Emmy Award, twee Golden Globes en werd hij genomineerd voor een Oscar.

## Korte biografie
Olmos begon eind jaren 60 met acteren. Zijn doorbraak kwam met zijn rol als El Pachuco in de musical Zoot Suit, waarvoor hij een Tony Award-nominatie kreeg, de belangrijkste Amerikaanse theaterprijs. Hij speelde dezelfde rol in de verfilming van het stuk en speelde daarna in films als Kinji Fukasakus Virus, Wolfen en Ridley Scotts Blade Runner. Zijn grootste succes kwam met de populaire televisieserie Miami Vice, waarin hij politie-inspecteur Martin Castillo speelde. In 1988 kreeg hij een Oscar-nominatie voor zijn hoofdrol in Stand and Deliver, waarvoor hij een jaar later de Golden Globe voor beste acteur won.
In 1995 speelde hij samen met Miquel Ferrer (crossing Jordan) in de videoclip van I Will remember (toto - tambu)
In 1997 speelde hij met Jennifer Lopez in de speelfilm Selena. Vanaf 2003 tot en met 2009 speelde hij de rol van admiraal William Adama in de sciencefictionserie Battlestar Galactica.

## Prijzen en nominaties
- 1985 - Emmy Award voor beste bijrol, voor Miami Vice
- 1986 - Emmy Award-nominatie voor beste bijrol, voor Miami Vice
- 1986 - Golden Globe voor beste bijrol, voor Miami Vice
- 1989 - Academy Award-nominatie voor Beste Acteur, voor Stand and Deliver
- 1989 - Golden Globe voor beste acteur, voor Stand and Deliver
- 1989 - Golden Globe-nominatie voor beste bijrol, voor Miami Vice
- 1995 - Golden Globe-nominatie voor beste acteur, voor The Burning Season
- 1995 - Emmy Award-nominatie voor beste acteur, voor The Burning Season
- 2007 - Saturn Award-nominatie voor beste acteur, voor Battlestar Galactica

## Filmografie

### Speelfilms (selectie)
- 1980 - Virus als kapitein Lopez
- 1981 - Wolfen als Eddie Holt
- 1982 - Blade Runner als Gaff
- 1988 - Stand and Deliver als Jaime Escalante
- 1989 - The Fortunate Pilgrim als Frank Corbo
- 1989 - Triumph of the Spirit als zigeuner
- 1992 - American Me als drugsbaas
- 1994 - The Burning Season (televisiefilm) als Wilson Pinheiro
- 1997 - Selena als Abraham Quintanilla Jr.
- 1997 - 12 Angry Men (televisiefilm) (1997) - Jurylid #11
- 1998 - The Taking of Pelham One Two Three als rechercheur Anthony Piscotti
- 2008 - Beverly Hills Chihuahua als El Diablo (stem).
- 2009 - Battlestar Galactica: The Plan als Admiraal William Adama
- 2013 - 2 Guns
- 2017 - Blade Runner 2049 als Gaff
- 2019 - A Dog's Way Home als Axel

### Televisieseries
- 1984-1989 - Miami Vice als inspecteur Martin Castillo
- 2003-2009 - Battlestar Galactica als Admiraal William Adama
- 2011 - Dexter als Professor James Gellar
- 2015 - Agents of S.H.I.E.L.D. als Robert Gonzales
- 2018 - 2023 - Mayans MC als Felipe Reyes

- Biblioteca Nacional de España: XX1361111
- Bibliothèque nationale de France: cb14025921s (data)
- Catàleg d'autoritats de noms i títols de Catalunya: 981058518702806706
- Gemeinsame Normdatei: 14172840X
- International Standard Name Identifier: 0000 0001 0948 7431
- Library of Congress Control Number: n83160453
- MusicBrainz: d05be561-1d66-4cdd-b3d8-f4af6b4c1c63
- Nationale Bibliotheek van Tsjechië: xx0184729
- Nationale Bibliotheek van Israël: 987007343021905171
- Nationale Bibliotheek van Polen: a0000002828216
- Nederlandse Thesaurus van Auteursnamen: 07339064X
- SNAC: w6bv8zf0
- Système universitaire de documentation: 137487916
- Virtual International Authority File: 2670038
- WorldCat: E39PBJwCWR3Wkqcr7RtXH3k4bd